# グランドスラム (ロックバンド)
GRAND SLAM（グランドスラム）は、日本のハードロック・バンド。

## 来歴
1989年12月に結成。初期メンバーだった加藤（リアクション）・白田（ラジャス、プレゼンス）・吉川（44マグナム）・豊川（MAKE-UP）がそれぞれ実績のあるバンドに所属していたために、将来を嘱望されていたが、当時の日本のハードロックの市場の縮小や、諸般の事情により、1996年末に解散を発表し、1997年2月に渋谷公会堂で解散ライブを行った。
2014年11月9日、代々木ザーザズーで白田と吉川により“GRAND SLAM NIGHT”ライヴが行われた。サポートに本間大嗣（Ds）、清水賢治（Kb／ザ・ラヴロック・ヴァイオレント）、ヴォーカリストにSTEVIE（Vo／44MAGNUM）、木村直樹（Vo／ザ・ラヴロック・ヴァイオレント）、スペシャル・ゲストのkyo（Vo／D'ERLANGER）が出演した。
2019年発売の「BURRN! JAPAN Vol.15」にて白田がインタビューで語ったところによると、解散の理由は金銭的な問題と白田のソロ活動が少なからず影響があったとされる。一方で純也は前述のBURRN! JAPAN Vol.15の白田のインタビューを読んだ上で、解散の理由の一つに、純也の作詞、吉川の作曲数の多さによる印税収入の多さに対して白田の作曲数の少なさによる印税収入の少なさをメンバーが心配していた事を明かしていたが、後に純也が自身のSNSアカウントで明かしたところによると、解散後に音楽の世界から足を洗ったのは業界関係者に対する人間不信に陥った事が原因であるとした。
バンドのリーダーでメインソングライターだった吉川も、マネージャーをはじめとした業界関係者との齟齬や裏切り行為が続いた事で人間不信となり、後期に日清パワーステーションでライブを行った際にリズムが身体に全く入ってこないほど精神的な疲労を感じ取った事で解散を決意したという。解散後には純也同様、音楽業界から距離を置くこととなり、2002年、2008年に44MAGNUMが再結成した際にも本格的に音楽活動を再開するのに腹を括ることが出来ず、2012年に知人の紹介でコピーバンドでベースを演奏したことをキッカケに音楽活動を本格的に再開したことを明かしている。
2022年には吉川、白田のオリジナルメンバーとボーカルにEARTHSHAKERの西田昌史を迎えて再結成をし、2022年8月、2023年3月にそれぞれ新横浜NEW SIDE BEACH!!にて計4公演行ったが、2023年7月29日にギタリストの白田の急逝により今後の活動が未定となっている。

## メンバー
- 加藤純也 （JUNYA） - ボーカル、作詞　ex.REACTION
- 白田一秀 （RUDY） - ギター　ex.RAJAS, PRESENCE。MEGATON CLUB、J.D.K.BAND、DAIDA LAIDA、SEXXXでも活動していた。1963年5月1日[12][13][14] - 2023年7月29日[7][15]。60歳没[8][6][9][10]。PRESENCE時代にバンドスコア等で1964年生まれ、血液型B型としていたが、生前に白田本人が西川茂（プレゼンス）に本当は1963年生まれ、血液型A型であると明かしていた（WeROCK2023年vol.09738ページ 白田一秀追悼 西川茂インタビュー）。
- 吉川裕視 （BAN） - ベース、メインソングライター　ex.44MAGNUM

## 元メンバー
- 豊川義弘 - ドラム　ex.MAKE-UP、その後T.F.G.に参加。
- 北岡シンキ(新紀) - ドラム　その後SHY BLUEに参加していたが脱退した。

## サポートメンバー
- 本間大嗣 - ドラム　ex.FLATBACKER（E.Z.O.）, LOUDNESS, ANTHEM
- 永川敏郎 - キーボード　ex.ノヴェラ, EARTHSHAKER, 現GERARD
- DAXX - ドラム　MURBAS
- 清水賢治 - キーボード　D.T.R
- 高木淳 - キーボード
- 藤本泰司 - ギター ex.JUDY AND MARY, D.T.R, THE DEAD P☆P STARS

## ディスコグラフィ

### シングル
1. KEEP ON DANCING (1990年1月5日発売) 非売品シングル
2. WITHOUT DREAMS (1991年1月25日発売) マキシシングル
3. FARAWAY (1991年7月21日発売) ビデオ同梱
4. LET IT GO (1991年10月21日発売)
5. CRY AGAIN (1992年2月1日発売)
6. CAN'T STOP BELIEVIN' (1993年2月1日発売) マキシシングル
7. SONG FOR YOU (1993年3月1日発売)
8. 風にのって RIDE THE WIND (1996年4月22日発売)

### アルバム
1. RHYTHMIC NOISE (1990年11月28日発売)
2. INFINITY (1991年9月1日発売)
3. INSIDE OR OUTSIDE (1993年2月21日発売)
4. GRAND SLAM (1996年5月6日発売)

### ミニアルバム
1. GRAND SLAM (1990年5月30日発売)  後の同名アルバムとは別物で、GOLDEN BATという名義で発表された。インディーズ作品。
2. FREE (1992年7月10日発売)
3. EASY ACTION (1993年9月1日発売)
4. BIG DEAL (1994年10月1日発売)　インディーズ作品

### ベストアルバム
1. SINCE 19XX - BEST OF GRAND SLAM (1996年5月9日発売) ベストアルバム
2. TWIN SUPER BEST OF GRAND SLAM (1997年7月24日発売)　2枚組ベストアルバム
3. VERY BEST OF GRAND SLAM (2000年6月28日発売) ベストアルバム、EMIミュージック・ジャパンより発売された。全曲リマスタリングされている。

### ライブアルバム
1. THE LAST ROCK SHOW "SONG FOR YOU" (1997年8月27日発売) 解散ライブアルバム2枚組

### ビデオ
1. RHYTHMIC NOISE (1991年2月25日発売)
2. FARAWAY (1991年7月21日発売) CDシングル同梱
3. ZETA VOL.8 -GRAND SLAM SPECIAL-（1991年発売）
4. INFINITY (1992年2月21日発売)
5. DANCE! DANCE! DANCE! Live at NHK Hall (1992年5月21日発売)
6. EXCELLENCE (1992年11月21日発売)　レーザーディスクによる作品
7. INSIDE OR OUTSIDE (1993年9月21日発売)

## タイアップ一覧
| 起用年 | 曲名      | タイアップ                    |
| ------ | --------- | ----------------------------- |
| 1991年 | LET IT GO | オリンピックスポーツ CMソング |